# Zdzisław Jusis
Zdzisław Jusis (ur. 17 sierpnia 1932 w Nowej Wilejce, zm. 3 stycznia 2012 w Gorzowie Wielkopolskim) – polski piłkarz, rzemieślnik i działacz społeczny, poseł na Sejm PRL VIII kadencji (1980–1985). 

## Życiorys
Urodził się na Wileńszczyźnie, jednak po zmianie granic Polski w 1945 osiedlił się w Gorzowie Wielkopolskim, gdzie w 1951 ukończył szkołę handlową. Uczył się również w szkole średniej w Poznaniu. Po odsłużeniu wojska podjął pracę w Dolnośląskich Zakładach Metalurgicznych w Nowej Soli (jako technik w dziale bhp). W 1956 uzyskał zatrudnienie w dziale inwestycji Zakładach Włókien Sztucznych „Stilon” w Gorzowie. W 1960 zdecydował się na własną działalność gospodarczą, przejmując po teściu zakład rzemieślniczy naprawy maszyn biurowych, który prowadził przez około 40 lat. Od 1976 był członkiem Rady Izby Rzemieślniczej w Zielonej Górze, a od 1977 władz Cechu Rzemiosł Różnych, gdzie był podstarszym, a w latach 1995–2003 starszym. Był członkiem Komisji Dialogu Społecznego przy wojewodzie lubuskim. Związany z Izbą Rzemieślniczą w Gorzowie od początku jej istnienia, pełnił w latach 1999–2000 obowiązki jej prezesa.

### Kariera sportowa
Był piłkarzem Kolejarza Gorzów Wielkopolski. Na początku lat 50. został zawodnikiem Polonii Leszno, a potem Lotniska Wrocław i Stali Nowa Sól. Od 1957 do 1965 grał w Unii/Stilonie Gorzów Wielkopolski (w 1959 na rok awansował z Unią do II ligi), a karierę zakończył w Celulozie Kostrzyn. W sezonach 1963/64 i 1967/68 był trenerem Stilonu, który w 1968 wprowadził do III ligi.

### Działalność polityczna
Pełnił obowiązki radnego Wojewódzkiej Rady Narodowej w Zielonej Górze (od 1972), a po reformie administracyjnej z 1975 w Gorzowie Wielkopolskim. Radnym był przez trzy kadencje. W latach 1980–1985 pełnił mandat posła na Sejm PRL z okręgu Gorzów Wielkopolski z ramienia Stronnictwa Demokratycznego (członkiem ugrupowania pozostawał od 1964). Zasiadał w trzech Komisjach stałych: Administracji, Gospodarki Terenowej i Ochrony Środowiska, Przemysłu Ciężkiego, Maszynowego i Hutnictwa, Handlu Wewnętrznego, Drobnej Wytwórczości i Usług, jak również Nadzwyczajnej do rozpatrzenia projektu ustawy o Spółdzielniach i ich Związkach.

## Odznaczenia i wyróżnienia
Trzykrotnie odznaczony Orderem Odrodzenia Polski. Po raz ostatni – w 2003 Krzyżem Komandorskim. Otrzymał też Srebrny Krzyż Zasługi i szablę Kilińskiego. W 1984 został wpisany do „Księgi ludzi zasłużonych dla woj. gorzowskiego”.

## Życie prywatne
Syn Stanisława i Heleny. Od 1957 był żonaty z Krystyną z domu Kordecką (1932–1998), z którą miał córkę Annę (ur. 1957). Od 1998 chorował na szpiczaka mnogiego. Był najdłużej żyjącym z tą chorobą pacjentem w Polsce. Pochowany został 7 stycznia 2012 na cmentarzu komunalnym w Gorzowie Wielkopolskim.